# Grapsidae
Grapsidae là danh pháp khoa học của một họ cua.

## Các chi
Một loạt các đơn vị phân loại trước đây coi là phân họ của Grapsidae thì hiện nay được coi là họ riêng biệt, bao gồm Varunidae và Plagusiidae.
Tính đến năm 2019 họ này gồm 7 chi và 40 loài đã biết.
- Geograpsus Stimpson, 1858 (đồng nghĩa: Grapsus (Orthograpsus)): 6 loài.
- Goniopsis De Haan, 1833: 3 loài.
- Grapsus Lamarck, 1801: 8 loài. Ba danh pháp khác là nomen nudum (G. integer và G. marmoratus) hoặc taxon inquirendum (G. pelagicus).
- Leptograpsus H. Milne Edwards, 1853: 1 loài (Leptograpsus variegatus).
- Metopograpsus H. Milne Edwards, 1853: 6 loài.
- Pachygrapsus Randall, 1840 (gồm cả Goniograpsus, đồng nghĩa: Grapsus (Pachygrapsus)): 14 loài.
- Planes Bowdich, 1825 (gồm cả Nautilograpsus): 2 loài.

## Chuyển đi
- Leptograpsodes Montgomery, 1931[6]

## Tuyệt chủng
- Litograpsus † Schweitzer & Karasawa, 2004[5]
- Miograpsus † Fleming, 1981[5]